# Celebrate (Daria Kinzer-dal)
A Celebrate (magyarul: Ünnepelj!) egy dal, mely Horvátországot képviselte a 2011-es Eurovíziós Dalfesztiválon. A dalt a horvát Daria Kinzer adta elő angol nyelven.
A dal a 2011. március 5-én rendezett horvát nemzeti döntőn nyerte el az indulás jogát. A döntőben két énekes adott elő három dalt, és a szavazás két fordulóból állt. Az első körben egy háromtagú zsűri és a nézői szavazatok közösen választották ki a legjobb dalt mindkét énekes számára ‑ mindkét énekesnek ezt a dalt jelölték ki ‑ majd a második körben már csak a nézői szavazatok alapján dőlt el a nyertes kiléte. A dalt eredetileg horvát nyelven, Lahor címmel („Szellő”) adták elő, de már a műsor keretén belül, a győztes kihirdetése után bemutatták az angol nyelvű változatot.
Az Eurovíziós Dalfesztiválon a dalt először a május 10-én tartandó első elődöntőben adták elő, a fellépési sorrendben tizenharmadikként, a San Marinó-i Senit Stand By című dala után, és az izlandi Sjonni’s Friends együttes Coming Home című dala előtt. Az elődöntőben 41 ponttal a tizenötödik helyen végzett, így nem jutott tovább a május 14-i döntőbe. Horvátországnak ez sorozatban másodszor nem sikerült.
A következő induló Nina Badrić Nebo című dala volt a 2012-es Eurovíziós Dalfesztiválon.